# Золотая саламандра (фильм)
«Золотая саламандра» (англ. Golden Salamander) — британский приключенческий фильм режиссёра Рональда Нима, который вышел на экраны в 1950 году.
Фильм основан на романе британского писателя Виктора Кэннинга (англ. Victor Canning) «Золотая саламандра» (1949). В этом фильме археолог из Британского музея Дэвид Редферн (Тревор Ховард) приезжает в Тунис, чтобы организовать отправку в Лондон этрусских реликвий, принадлежащих музею. По дороге к назначенному месту он натыкается на группу контрабандистов оружия, а вскоре знакомится с француженкой Анной (Анук Эме), с которой у него начинается роман. Когда контрабандисты убивают её брата (Жак Сернас), Дэвид вступает в опасную борьбу с бандитами, что приводит к напряжённой развязке во время местного празднования охоты на дикого кабана.
Фильм получил преимущественно положительные отзывы критики как умный британский триллер, снятый в экзотическом Тунисе, с качественной игрой актёров, среди которых особенно выделяется 17-летняя Анук Эме.
В 1950 году Рональд Ним за этот фильм был назван в числе победителей Международного кинофестиваля в Локарно.

## Сюжет
Археолог Дэвид Редферн (Тревор Ховард) направлен Британским музеем в Тунис, чтобы организовать сбор и отправку на родину ценной коллекции этрусских артефактов. Вечером на пустынной дороге он попадает в сильнейшую грозу и оказывается заблокированным оползнем на узком горном участке. Направившись пешком в сторону ближайшего посёлка Кабарта, он натыкается на попавший в аварию грузовик, перевозящий ящики с оружием. Вскоре к месту подъезжает ещё один грузовик, и двое мужчин обсуждают ситуацию. Увидев их, Дэвид разворачивается и уходит в другом направлении. Через некоторое время он доходит до небольшой гостиницы, где в пустом ресторане одиноко играет на пианино Аньо (Уилфрид Хайд-Уайт). Он угощает Дэвида бренди и зовёт хозяйку заведения 17-летнюю Анну (Анук Эме). Закуривая сигарету, Дэвид видит, что на месте аварии машинально сунул в карман своего пальто выпавший из грузовика пистолет. Анна предоставляет Дэвиду номер, где тот планирует остаться на семь-десять дней. Дэвид рассказывает Аньо, что приехал по делу к мистеру Полу Серафису (Уолтер Рилла), который в течение семи лет хранил для музея коллекцию этрусских древностей. Вечером в ресторане Дэвид видит двух мужчин, которые были у грузовика с оружием. Заметив Дэвида, старший из них, сурового и угрожающего вида Ранкл (Герберт Лом) просит пригласить его к своему столику. Аньо знакомит Дэвида с Ранклом и его помощником дружелюбным Максом (Жак Сарнас), братом Анны, который старше её на четыре года. На вопрос Ранкла Дэвид отвечает, что не видел на дороге никакого разбитого грузовика. После ухода Дэвида в свою комнату Ранкл уверенно заявляет, что тот их видел.
На следующее утро на рыночной площади Кабарты Дэвид знакомится с местным полицейским Дуве (Майлс Маллесон). Узнав, что Дэвид разыскивает Пола Серафиса, Дуве предлагает ему помощь в том, чтобы добраться до Бен Нигро, шикарного особняка Серафиса в мавританском стиле, который расположен в трёх километрах от посёлка. Но Дэвид решает пойти туда самостоятельно. Тем временем к Серафису приходит Ранкл, докладывая об инциденте с грузовиком на дороге и о том, что Дэвид предположительно видел его и Макса. Серафис просит проследить за Дэвидом и впредь больше не появляться у него без приглашения. Вскоре после ухода Ранкла появляется Дэвид, которому Серафис показывает комнату, где хранятся ящики с артефактами. Так как состояние ящиков неудовлетворительное, Дэвид решает упаковать артефакты заново, и для этого Серафис рекомендует в посёлке найти араба по имени Ариби (Питер Копли), который поможет всё организовать.
В посёлке с помощью Анны Дэвиду удаётся договориться о цене с Ариби и рабочими. На следующее утро начинается упаковка артефактов, которые Дэвид справедливо оценивает не как этрусские, а как греческие. Среди них оказывается фигурка золотой саламандры, на которой по-гречески выгравирован текст: «Зевсу от Аполлодороса: „Не игнорируя зло, можно победить его, а идя ему навстречу“». На следующий день по приглашению Анны Дэвид вместе с ней и Максом направляется на рыбалку. По дороге домой Анна говорит Дэвиду, что Кабарта — город грязный и пропитан коррупцией. Макс рассказывает, что они с сестрой бежали из Франции, когда в их город пришли немцы, и он надеется как можно скорее вернуться на родину. В гостинице Анна показывает картины Макса, говоря, что он периодически продаёт их своему дилеру в столице за приличные деньги. Она рассказывает, что Макс, как и Ранкл, зарабатывает на жизнь работой на пробковой фабрике. Она очень любит Макса, но считает Ранкла плохим человеком, который приносит несчастья. Анна подозревает, что Ранкл задумал, что-то нехорошее, во что каким-то образом втянут и Макс. На следующий день, разбираясь с артефактами, Дэвид вновь возвращается к гравировке на золотой саламандре и задумывается над ней.
В своём номере Дэвид показывает Максу пистолет. Он говорит, что пытался убедить себя в том, что его контрабандные дела не касаются, но это не так. Макс предупреждает Дэвида, что вмешиваться в эти дела очень опасно, так как на них завязаны интересы многих людей, но Дэвид говорит, что не отступит. Макс объясняет, что примкнул к контрабандистам ради денег и ради Анны, чтобы увезти её во Францию. Дэвид, который симпатизирует Максу, предлагает ему прямо сейчас, до того, как он пошёл в полицию, уехать в Париж и попытаться стать там художником. Дэвид обещает свести его со знакомым дилером, который поможет ему начать карьеру. Макс соглашается ехать, а Дэвид обещает объяснить всё Анне. Дэвид признаётся, что помогает ему ради Анны. Тем же вечером в ресторане Дэвид приглашает Анну на танец. Она показывает ему местную почтальоншу Лябре (Сибил Биндер), которая рассчитывает выйти замуж за Дуве. В ресторане Макс сообщает Ранклу, что завтра по делам уезжает в столичный город Тунис. Когда он отходит, чтобы помочь в баре, Ранкл достаёт из кармана его куртки рекомендательное письмо парижскому арт-дилеру, из которого становится ясно, что Макс не намерен возвращаться в Коберту. Вернувшись к барной стойке, Ранкл обещает утром подвезти Макса до станции.
Четыре дня спустя Дэвид и Анна отправляются в Карфаген, где фотографируются и гуляют по городу. На обратном пути Анна просит остановиться у почтового отделения, чтобы проверить, нет ли письма от Макса, который вопреки обыкновению не пишет ей с момента своего отъезда. Затем Дэвид отвозит Анну в тихое место на побережье, где рассказывает ей о своём разговоре с Максом. Выразив своё недовольство тем, что Дэвид вмешался в их жизнь, даже не поставив её в известность, Анна убегает. Однако вскоре она сама подходит к Дэвиду, отправляясь с ним на рыбалку. Она просит прощения за своё поведение. Они целуются и проводят день в объятиях на морском берегу. Возвращаясь после заплыва к берегу, Дэвид замечает в воде тело убитого Макса. Сообщив об этом Анне, Дэвид направляется к Дуве, чтобы рассказать ему всю историю без упоминания Анны, чтобы не втягивать её в это дело. Дуве говорит, что Дэвид должен был сразу поставить его в известность о торговцах оружием, и просит больше никому об этом не рассказывать. Дэвид просит разрешения принять участие в расследовании, но Дуве отказывает ему, говоря, что это дело рук полиции, а его просит завершить свою работу с артефактами как можно скорее. После ухода Дэвида Дуве немедленно связывается с Серафисом, настаивая на немедленной встрече. Учитывая угрозу, которую несёт им Дэвид, Серафис приказывает Дуве устранить его. Дуве отказывается, опасаясь, что второе убийство в Кабарте приведёт к опасному вниманию со стороны вышестоящих властей, что может грозить отставкой, лишением пенсии и даже уголовным преследованием. Серафис требует, чтобы Дуве обеспечил молчание Дэвида до того момента, когда тот закончит свою работу и отправится домой. По пути из Кабарты Серафис планирует устроить Дэвиду несчастный случай.
В мастерской, когда Дэвид просит у Арибе нож, у того из кармана выпадает золотая цепочка с рыбкой, которую носил Макс. Арибе объясняет, что купил её в лавке на местном базаре. Проходит двое суток, и когда Дэвид спрашивает у Дуве о ходе дела, тот сообщает, что до сих пор не получил от руководства никаких указаний. Дэвид сам пытается дозвониться до британского консульства в столице, но в отделении связи мадам Лябре ему сообщает, что все линии вышли из строя. Анна говорит, что не может жить без Дэвида, и они целуются. Дэвид пишет письмо британскому консулу и отвозит его на почту, но оно оказывается на столе у Серафиса, который решает ускорить устранение Дэвида и приглашает для этого Ранкла. Когда Дэвид работает в мастерской, там появляется Серафис. Выяснив, что Дэвид заканчивает все работы сегодня в 6 часов, он приглашает его к себе на бокал виски после этого. Вечером в кабинете у Серафиса Дэвид говорит, что закончил упаковку и завтра отправляет весь груз в столицу. Когда Дэвид говорит, что хотел бы до отъезда разобраться с одним незаконченным делом в Кабарте, Серафис отвечает, что со стороны Дэвида было большой ошибкой ввязаться в это дело, после чего направляет на него пистолет. Серафис объясняет, что вся организация, которой Дэвид попытался противостоять, принадлежит ему, также как и многое другое в этом месте. В частности, по его указанию отключили телефоны и перехватили его письмо. Ему принадлежит и представитель французской власти на этой территории, мсье Дуве. Серафис далее говорит, что Дэвид проведёт ночь в его дворце, а завтра утром отправится на охоту на кабана, но по дороге его машина сорвётся с крутого обрыва в море. Когда Дэвид пытается схватить со стола пистолет, появляется Ранкл и вырубает его. Вечером в баре гостиницы Анна ожидает Дэвида, который к обещанному времени не возвращается из Бен Негро. Когда Анна доходит до слёз, Аньо пытается утешить её, однако она заявляет ему, что здесь творятся чудовищные вещи, о которых тот даже не подозревает. Аньо обещает позвонить в Бен Негро и выяснить, в чём дело. Серафис отвечает пианисту, что Дэвид закончил работу и остался на ночь отпраздновать это событие в Бен Негро. Завтра утром Анна увидит Дэвида перед началом охоты. Встревоженная Анна сообщает Аньо, что Макс убит, и его убил Ранкл. Тем временем связанный Дэвид проводит ночь в подвале особняка Серафиса.
Охота на кабана является большим праздником в Кабарте. Утром Анна на автобусе направляются на ферму, где охота начинается. Вооружённый Ранкл выводит Дэвида из подвала и сажает в автомобиль, в котором вместе с ними поедет и Аньо, который, как выясняется, также работает на Серафиса. По дороге машина останавливается на краю обрыва. Пока Ранкл готовит место преступления, появляется отара овец, отгораживая его от машины. Воспользовавшись этим, Аньо сообщает Дэвиду, что под сиденьем спрятал нож, а также, что Анна ждёт его на ферме. Дэвид достаёт нож и разрезает им верёвки на руках, а затем под прикрытием проезжающей мимо телеги с грузом скрывается среди скал. Ранкл с оружием преследует Дэвида, стреляя ему вслед. Дэвиду удаётся оторваться и добраться до фермы, где его ожидает Анна. Они бегут вслед за охотниками, но Ранкл снова бросается в погоню, но теряет их из вида. Во время охоты один из арабских охотников убивает кабана, который только что пробежал мимо Дэвида и Анны. Ранкл направляется на звук выстрела. Он находит Дуве, который был вместе со стрелком. Дуве отказывается говорить, куда побежали Дэвида и Анна, после чего Ранкл убивает его. Испуганный арабский охотник показывает ему направление. Когда Дэвид и Анна доходят до дома связи и пытаются сделать звонок, их настигает Ранкл.
В тот же день в особняк к Серафису приезжают шеф местной полиции Дюваль (Юджин Деккерс) и британский консул в Тунисе Джеффрис (Генри Эдвардс). Дюваль сообщает, что Дэвид Редферн был убит. Его тело, которое провело в воде около недели, вынесло вчера утром на берег. Его опознали по бирке от портного на его куртке. Опровергая из слова, Серафис сообщает, что ещё вчера Дэвид был в его кабинете. Он провёл в его усадьбе ночь, а утром отправился в деревню на охоту на кабана. Тем временем Ранкл под дулом пистолета доставляет Дэвида и Анну в мастерскую, откуда ящики с артефактами уже отправлены в столицу. Затем он ведёт их по лестнице вверх, где Дэвид выбивает у него пистолет и вступает в драку за оружие. В итоге Дэвид одерживает верх над Ранклом, который падает и скатывается вниз по лестнице. На шум из кабинета выходят Серафис и Дюваль, а затем и Джеффрис. Дэвид подбирает пистолет и наводит его на них. Он требует, чтобы все трое оставались на своих местах, затем просит Джеффриса подойти к нему, а Анну отправляет в гостиницу. После этого он требует, чтобы Серафис рассказал о том, что творится в Кабарте. Дэвид возвращается в гостиницу и приветствует Аньо, а затем обнимается с Анной.

## В ролях
- Тревор Ховард — Дэвид Редферн
- Анук Эме — Анна
- Герберт Лом — Ранкл
- Жак Сернас — Макс
- Уолтер Рилла — Серафис
- Майлс Маллесон — Дуве
- Уилфрид Хайд-Уайт — Аньо
- Питер Копли — Ариби
- Марсель Понсен — Доминик
- Кэтлин Буталь — мадам Жильяр
- Эджин Деккерс — шеф полиции
- Перси Уолш — Жильяр
- Сибил Биндер — мадам Лябре
- Валентайн Дуаль — Бен Ахрим
- Генри Эдвардс — Джеффрис

## Автор сценария Виктор Кэннинг
Британский писатель Виктор Кэннинг родился в 1911 году и начал творческую карьеру в 1934 году. Как пишет историк кино Дэвид Виньярд, «с конца 1940-х и до 1980-х годов было много замечательных авторов, писавших о приключениях и саспенсе, таких как Хэммонд Иннес, позже Гэвин Лайл, Алан Уильямс и Алистер Маклин, но в Кэннинге всегда было что-то большее. В его взятых из жизни профессиональных героях, возможно, не желающих вмешиваться, но способных на поступок, и, когда нужно, безжалостных, была какая-то весомость, почти притяжение. Хотя романы Кэннинга становились более мрачными, особенно, когда сюжеты касались служб безопасности, его герои-профессионалы становились только глубже». По словам Виньярда, «загнанные в ловушку и часто глупые герои Эрика Эмблера и Грэма Грина были не для него. Герой Кэннинга — это всегда профессионал, инженер, археолог, репортер, капитан корабля, частный детектив, шпион. И, возможно, потому, что Кэннинг начинал как романист, а не как автор триллеров, в его книгах было нечто большее, неуловимое качество, которое можно было распознать всего по нескольким страницам. Его книги были яркими и кинематографичными, но никогда это не шло в ущерб ни характеру героя, ни стилю». Как далее пишет Виньярд, «Дэвид Редферн — это типичный герой Кэннинга, стоящий перед типичной дилеммой Кэннинга: ответственны ли мы за противостояние злу или всего лишь зрители, которым, как советует арабский работник Ариби, следует держать глаза закрытыми. Среди этрусских артефактов находится золотая саламандра, на которой выгравировано: „Зло можно победить, не игнорируя его, а только идя ему навстречу“». То есть, можно либо «стать частью зла, отрицая его существование, либо противостоять ему и рисковать последствиями». Влюбленность в Анну и восхищение перед искусством её брата и его преданностью своей сестре определяют решение Редферна.
По книгам Кэннинга также были поставлены такие фильмы, как «Шпионская охота» (1950), «Венецианская птица» (1952), «Маскарад» (1964), «Письма скорпиона» (1967), «Черта забвения» (1968), «Людоед» (1970) и «Семейный заговор» (1976). Он также писал сценарии для различных телесериалов.

## Режиссёр и исполнители главных ролей
Соавтор сценария (вместе с Лесли Стормом) и режиссёр этого фильма Рональд Ним трижды номинировался на «Оскар», в том числе дважды как сценарист фильмов Дэвида Лина «Короткая встреча» (1945) и «Большие надежды» (1946). Как режиссёр он дважды завоёвывал «Золотую пальмовую ветвь» Каннского кинофестиваля с фильмами «Человек, которого никогда не было» (1956) и «Расцвет мисс Джин Броуди» (1969). Он также был номинирован на премию BAFTA за фильм «Мотивы славы» (1960). Как отмечает Вайньярд, опыт Нима в жанре приключенческого триллера восходит к прекрасному фильму «Возьми мою жизнь» (1947), снятому по роману Уинстона Грэма.
Тревор Говард в период 1954—1981 годов пять раз номинировался на премию BAFTA как лучший актёр, завоевав её единственный раз за фильм «Ключ» (1958). Он также был номинирован на «Оскар» за фильм «Сыновья и любовники» (1960). В конце 1940-х и начале 1950-х годов Говард снялся в нескольких сходных с этим приключенческих фильмах, среди которых «Зелёный значит опасность» (1946), «Они сделали меня беглецом» (1947), «Третий человек» (1949), «Бабочки» (1950) и «Момент опасности» (1960).
Это один из первых фильмов французской актрисы Анук Эме, которой на момент съёмок было 17 лет. Более всего она известна по картинам Федерико Феллини «Сладкая жизнь» (1960) и «Восемь с половиной» (1963), а также по фильму «Мужчина и женщина» (1966), который среди прочих наград принёс ей номинацию на «Оскар», премии BAFTA и «Золотой глобус». Позднее она была удостоена премии «Сезар» за фильм «Моя лучшая любовь» (1978) и премии Каннского кинофестиваля за фильм «Прыжок в пустоту» (1980).

## История создания и проката фильма
Все натурные съёмки фильма проходили в Тунисе, в том числе, в Карфагене. Студийные съёмки выполнены в Pinewood Studios в Бакингемшир, Великобритания.
Фильм вышел в прокат в Великобритании 1 февраля 1950 года и в США 23 марта 1951 года.

## Проблематика фильма
Как написал историк кино Джонатан Льюис, «большая часть фильма посвящена этическому вопросу ответственности людей перед лицом зла. Одним из предметов старины, которые Редферн (Тревор Говард) намеревается перевезти обратно в Англию, является статуя саламандры, в основании которой выгравирован греческий афоризм о необходимости не отворачивать глаза от зла». Это, по словам Льюиса, «оказывает неизгладимое влияние на психику Редферна и подталкивает его к принятию судьбоносного решения». Он больше не собирается делать вид, что не знает о незаконной торговле оружием, происходящей вокруг него. Более того, он собирается противостоять этому, невзирая на опасность. Это в свою очередь неизбежно «влияет на зарождающиеся романтические отношения между ним и Анной», и кроме того, «ему придется физически противостоять силовику картеля, бандиту по имени Ранкл (Герберт Лом)», столкнуться с коррупцией и убийствами, и «в конечном итоге прийти к прямому столкновению с главой преступного синдиката».

## Оценка фильма критикой
После выхода фильма на экраны кинокритик газеты «Нью-Йорк Таймс» Босли Краузер пришёл к заключению, что история, рассказанная в фильме, «представляет собой обычный набор трюков в романтическом британском духе. Пристрастие британцев к экзотике в их романтических приключенческих историях совершенно очевидна» в этой картине. И именно это становится «самым удачным, поскольку подлинная тунисская обстановка и атмосфера этого фильма — это лучшее, что в нём есть, если не считать симпатичной молодой леди по имени Анук. Множество событий на оживленных улицах тунисского городка и в разгар шумной охоты на местного кабана (в кульминационный момент) придают фильму колорит. Атмосферу дополняет задумчивый пианист, который играет мечтательные мелодии в баре». Под грамотным руководством Рональда Нима фильм «выходит из состояния академического спокойствия довольно резко, но абсолютно уверенно, как только включается мелодраматический накал».
По мнению современного киноведа Дерека Вайньярда, «этот крепкий развлекательный триллер не так уж хорошо известен, и заслуживает большего. Это прекрасный пример британского триллера в лучшем его проявлении и прекрасная адаптация одного из лучших произведений Виктора Кэннинга». Вайньярд особенно отмечает «натурные съемки, уверенную руку Нима в постановке фильмов в жанре саспенса, операторскую работу Освальда Морриса и прекрасный актёрский состав», что «создаёт по-настоящему приятное приключение, медленное по сюжету, но с прекрасной погоней в конце. Это традиционный приключенческий фильм, в котором нет бесконечного потрясающего экшна, а есть реальные персонажи с внутренней жизнью и трудным выбором, который им предстоит сделать».
Джонатан Льюис полагает, что «несмотря на временами вялый темп», эта картина «в целом является приятным и умным британским триллером. Это на самом деле не то, что обычно думают о фильмах нуар. В фильме нет обречённого главного героя, и действие происходит в маленькой деревне в Тунисе, а не в послевоенном неоновом американском городском пейзаже. Это просто чертовски хороший британский криминальный триллер, который ни в коем случае не является классическим, но, тем не менее, стоит вашего времени».
Современный историк кино Деннис Шварц назвал картину «предсказуемой и нудной приключенческой историей, основанной на романе Виктора Каннинга».

## Оценка актёрской игры
Босли Краузер охарактеризовал Анук Эме как «задумчивую, но сильную и гибкую девушку, которая недавно сыграла весьма впечатляющую роль во французском фильме „Влюбленные из Вероны“ (1949)». Теперь же она «привлекает к себе внимание» в этой картине. «Милое личико, моложавая, энергичная фигура и сдержанное, но притягательное обаяние, похоже, сейчас больше говорят в её пользу, чем поразительные актёрские способности. Однако в данном случае, к счастью, ей почти ничего не остаётся, кроме как погрузиться в атмосферу таинственности и приятную приключенческую историю». Как далее пишет Краузер, Тревор Ховард «в роли учёного, как обычно, искренне и энергично выполняет свою работу, демонстрируя, насколько позволяет сценарий, эволюцию в смелого искателя приключений. Герберт Лом экстравагантен и зол в роли киллера банды торговцев оружием, а Уолтер Рилла изысканно обаятелен в роли хозяина мавританской виллы и главаря мафии».
По мнению Вайньярда, «Анук Эме здесь — настоящее откровение». Она играет «почти без макияжа», и в её «образе чувственной невинности есть что-то от свежести и многообещающего таланта молодой Ингрид Бергман. Вы можете понять, почему Редферн влюбляется в её невинную, довольно меланхоличную Анну, и почему ради неё мужчина готов сражаться с драконами — или даже с саламандрами. Она составляет хорошую пару с Говардом, чьё присутствие в главной роли было столь же очевидным, как и его последующие роли».
Как далее пишет киновед, «Лом проявляет себя с наилучшей стороны в роли скользкого типа, и в своих многозначительных взглядах умудряется даже намекнуть на нездоровую одержимость Максом. Рилла, всегда невозмутимый злодей в стиле Клода Рейнса, привносит в образ Серафиса зловещую нотку, блефуя до последнего момента». А Хайд-Уайт в роли Аньо играет «пианиста, пристрастившегося к абсенту, который наблюдает за происходящим и даже участвует в заговоре, но только для того, чтобы затем устроить прекрасное маленькое представление, поступив совсем не так, как можно было от него ожидать».